# Repubblica di Crimea (Federazione Russa)
La Repubblica di Crimea (in russo Республика Крым?, Respublika Krym; in ucraino Республіка Крим?; tataro di Crimea: Къырым Джумхуриети, Qırım Cumhuriyeti) è de facto una repubblica federata della Russia, corrispondente grosso modo all'omonima penisola, fatta eccezione per la città federale di Sebastopoli. Il suo territorio corrisponde alla Repubblica autonoma di Crimea, che de iure appartiene all'Ucraina.
La penisola, già parte della Russia imperiale e poi repubblica socialista sovietica autonoma, è stata ceduta nel 1954 all'Ucraina, che l'ha amministrata fino alla crisi politico-militare del 2014. Il 6 marzo 2014 le autorità della Repubblica Autonoma di Crimea, emulate l'indomani dalle autorità di Sebastopoli, hanno dichiarato l'indipendenza dall'Ucraina, formalizzando l'11 marzo una richiesta di adesione alla Federazione Russa. Tenuto il 16 marzo un referendum congiunto, le due entità crimeane hanno infine sottoscritto il 18 marzo il trattato di adesione alla Federazione Russa (atti considerati validi solo da una parte minoritaria della comunità internazionale), formando così il circondario federale della Crimea, successivamente confluito nel circondario federale meridionale. Il 27 marzo 2014, l'Assemblea generale delle Nazioni Unite approvò, con 100 voti a favore, 11 contrari e 58 astenuti, la risoluzione 68/262 in cui si chiedeva agli Stati membri di non riconoscere i cambiamenti avvenuti nello status della Crimea.

## Storia

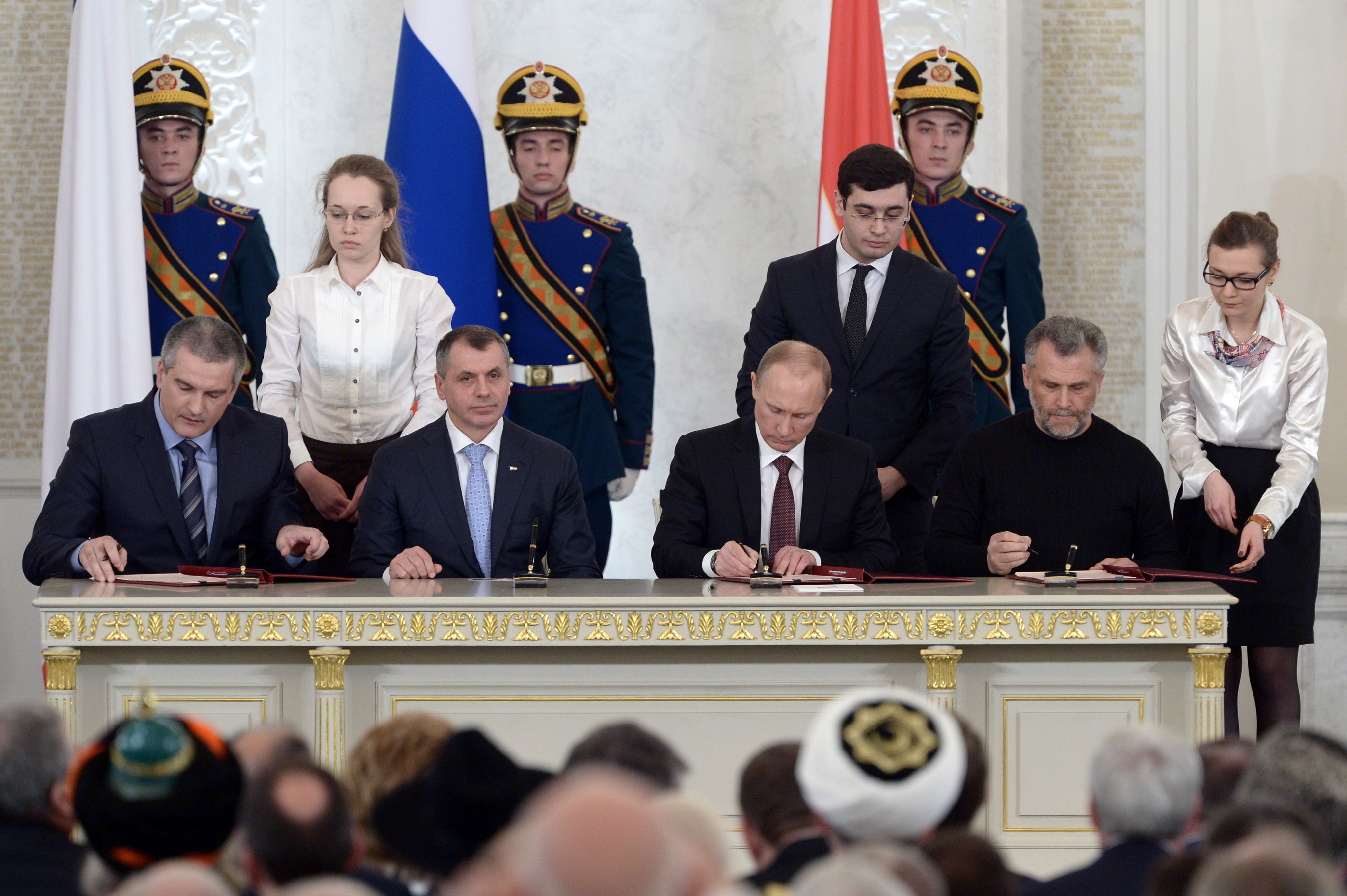
Da sinistra a destra: Sergej V. Aksënov, primo ministro di Crimea, Vladimir A. Konstantinov, Presidente del Consiglio supremo di Crimea, il presidente russo Vladimir Putin e Aleksej Čalyj, sindaco di Sebastopoli, firmano il trattato di adesione della Repubblica di Crimea alla Federazione Russa

Come conseguenza della crisi ucraina del 2013/2014 (Euromaidan, Rivolta di Kiev), dopo la destituzione del presidente ucraino Viktor Janukovyč e l'insediamento a Kiev di un governo provvisorio filo-occidentale e mentre forze filorusse assumevano il controllo delle basi militari ucraine in Crimea, il 6 marzo 2014 il Consiglio supremo della Repubblica autonoma di Crimea, non riconoscendo la legittimità del nuovo governo ucraino, votò all'unanimità la dichiarazione di indipendenza dall'Ucraina, cui fece seguito il giorno dopo un atto analogo da parte del Consiglio municipale di Sebastopoli, e l'11 marzo entrambi gli enti rappresentativi approvarono una mozione con cui chiesero l'adesione alla Federazione Russa.
Il referendum del 16 marzo 2014 confermò la volontà della popolazione della Crimea di lasciare l'Ucraina e chiedere l'annessione alla Russia con il 96,77% di voti favorevoli e con una partecipazione dell'83,1% degli aventi diritto al voto, nonostante l'annunciato boicottaggio del Mejlis, la maggiore organizzazione rappresentativa della minoranza tatara.
Il 17 marzo il Presidente russo Vladimir Putin firmò il decreto di riconoscimento dell'indipendenza della Repubblica di Crimea e di Sebastopoli, cui fece seguito, il giorno dopo, la firma del trattato di annessione alla Federazione Russa, trattato che fu ratificato dalla Duma il 20 marzo 2014. Per effetto del trattato, la Russia istituì il circondario federale della Crimea comprendente la Repubblica di Crimea e la città federale di Sebastopoli. Il trattato prevedeva un periodo di transizione fino al 1º gennaio 2015, durante il quale sarebbero stati gradualmente risolti i problemi d'integrazione in campo economico, finanziario, creditizio e legale. Il 24 marzo 2014 il rublo fu adottato dalla Crimea come moneta legale, sebbene la grivnia ucraina potesse circolare fino al 1º gennaio 2016, mentre stipendi, pensioni e tributi sono da allora pagati solo in rubli. Il 28 luglio 2016 il circondario federale della Crimea fu soppresso e confluì nel circondario federale meridionale.

## Geografia antropica

### Suddivisioni amministrative
La Repubblica di Crimea è divisa al suo interno in 25 entità amministrative (14 rajon amministrativi, ossia distretti, e 11 circondari urbani, ossia comuni di pari livello), mentre la contigua città federale di Sebastopoli gode di un'amministrazione autonoma.

#### Distretti

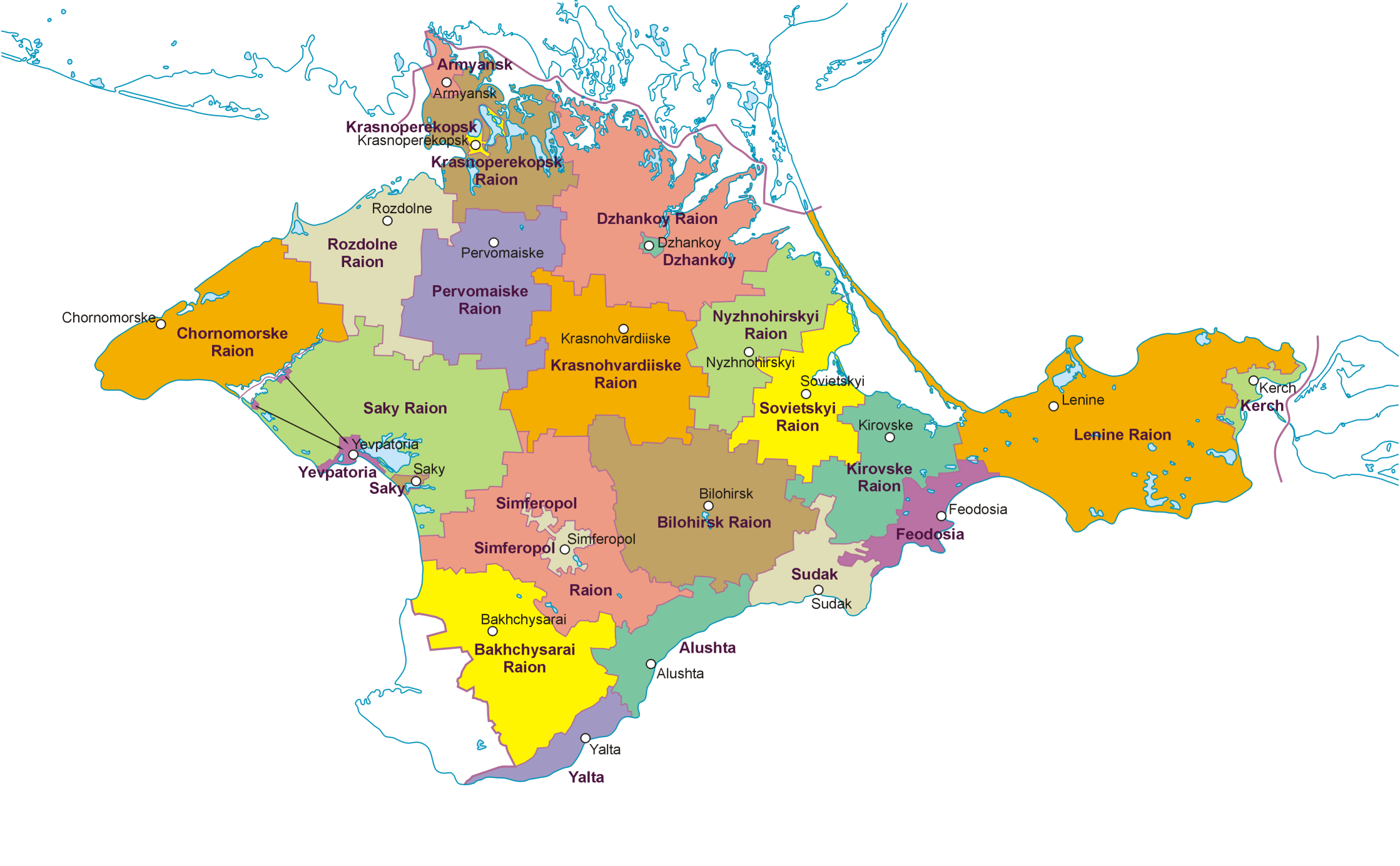
Suddivisioni della Crimea

| 1. Distretto di Bachčisaraj 2. Distretto di Belogorsk 3. Distretto di Černomorskoe 4. Distretto di Džankoj 5. Distretto di Kirovskoe 6. Distretto di Krasnogvardejskoe 7. Distretto di Krasnoperekopsk | 8. Distretto di Lenino 9. Distretto di Nižnegorskij 10. Distretto di Pervomajskoe 11. Distretto di Razdol'noe 12. Distretto di Saki 13. Distretto di Sinferopoli 14. Distretto di Sovetskij |

#### Comuni
| 15. Comune di Alušta 16. Comune di Armjansk 17. Comune di Džankoj 18. Comune di Eupatoria 19. Comune di Feodosia 20. Comune di Jalta | 21. Comune di Kerč' 22. Comune di Krasnoperekopsk 23. Comune di Saki 24. Comune di Sinferopoli 25. Comune di Sudak |

## Politica
La Crimea, in qualità di repubblica della Russia, è oggi uno Stato federato di tipo semipresidenziale: secondo la costituzione, il presidente (Capo della Repubblica di Crimea) è il capo dello Stato e di un sistema multipartitico dove il potere esecutivo viene esercitato dal governo (Consiglio dei Ministri della Repubblica di Crimea), che può essere guidato dal presidente stesso o da un primo ministro (Presidente del Consiglio dei Ministri della Repubblica di Crimea) da questi nominato con l'approvazione dal parlamento (Consiglio di Stato), che detiene il potere legislativo.

### Consiglio di Stato
Erede del Consiglio supremo, soppresso nel 2014, il Consiglio di Stato della Repubblica di Crimea (in russo Госуда́рственный Сове́т Респу́блики Крым?; in ucraino Державна Рада Республіки Крим?; in tataro: Къырым Джумхуриетининъ Девлет Шурасы) è il parlamento unicamerale della Crimea.
L'attuale presidente è Vladimir Andreevič Konstantinov, ultimo presidente del precedente organo ucraino.

### Capo della Repubblica
Il Capo della Repubblica di Crimea (in russo Глава Республики Крым?, Glava Respubliki Krym), equivalente a un Presidente della repubblica, è il più alto funzionario della Repubblica di Crimea; viene eletto ogni 5 anni dal Consiglio di Stato, su proposta del Presidente della Federazione Russa (che, eccezionalmente, può anche nominare un incaricato ad interim).

### Consiglio dei Ministri
Il Consiglio dei Ministri della Repubblica di Crimea (in russo Совет министров Республики Крым?, Sovet ministrov Respubliki Krym), che può essere guidato dal Capo della Repubblica stesso o dall'eventuale Presidente del Consiglio dei Ministri della Repubblica di Crimea (in russo Председатель Совета министров Республики Крым?, Predsedatel' Soveta ministrov Respubliki Krym) da questi nominato con l'approvazione del Consiglio di Stato, è il governo della Crimea.
L'attuale presidente è Sergej Valer'evič Aksёnov (Capo della Repubblica), ultimo presidente del precedente organo ucraino.

## Riconoscimento internazionale
Favorevoli
     Contrari
     Astenuti
     Assenti

Risoluzione 68/262 dell'Assemblea generale delle Nazioni Unite:
Favorevoli
Contrari
Astenuti
Assenti

L'annessione della Crimea alla Russia è stata riconosciuta solo da un numero limitato di soggetti di diritto internazionale.
L'Ucraina, che rivendica l'intera penisola, considera la Crimea «territorio temporaneamente occupato».
L'ampia maggioranza della comunità internazionale non ha riconosciuto l'annessione. La maggior parte degli Stati in Nord America, America centrale, Europa, Oceania e Africa, così come in Asia al di fuori delle ex repubbliche sovietiche, hanno apertamente rifiutato il referendum e l'adesione, e invece considerano la Crimea e Sebastopoli de jure come divisioni amministrative dell'Ucraina. Il resto del mondo è rimasto in gran parte neutrale sulla questione.
Il voto del 27 marzo 2014 sulla Risoluzione 68/262 dell'Assemblea generale delle Nazioni Unite, a sostegno della posizione secondo cui la Crimea e Sebastopoli restano parte dell'Ucraina, è stato di 100 a favore contro 11 contrari, con 58 Stati che si sono astenuti e altri 24 dei 193 Stati membri che non hanno votato o assenti al momento della votazione.
Afghanistan, Cuba, Corea del Nord, Kirghizistan, Nicaragua, Sudan, Siria e Zimbabwe hanno riconosciuto il risultato del referendum del 2014 e l'annessione della Crimea alla Russia.
La posizione della Bielorussia è vaga ma non vi è riconoscimento esplicito dell'annessione.
Tre Stati non membri dell'ONU hanno riconosciuto i risultati del referendum: Abcasia, Ossezia del Sud e Artsakh. Un quarto, la Transnistria, ha inviato il 18 marzo 2014 una richiesta di adesione alla Federazione Russa seguendo l'esempio della Crimea.
Un riconoscimento implicito è venuto anche dagli altri territori separatisti filorussi sul suolo ucraino, la Repubblica Popolare di Doneck (DNR) e la Repubblica Popolare di Lugansk (LNR).
Anche tre regioni italiane, Veneto, Lombardia e Liguria, nel 2014 riconobbero l'annessione della Crimea alla Russia. A seguito dell'Invasione russa dell'Ucraina del 2022 i Consigli regionali di queste regioni hanno ripudiato tale riconoscimento.

## Sport
Dal 2015 in Crimea si disputa un campionato di otto squadre: la Crimea Premier League.
Esiste anche una nazionale di calcio, che ha disputato l'ELF Cup 2006.